# PowerBook
PowerBook je označení řady přenosných počítačů, které navrhovala, vyráběla a distribuovala americká společnost Apple Computer, Inc. mezi roky 1991 a 2006. Tato typová řada, která byla zaměřena na „profesionální“ část trhu, obdržela řadu ocenění, mj. v roce 2001 cena Industrial Design Excellence Award a titul Laptop of the Year z roku 2005.
PowerBooky používaly procesory Motorola 680x0 a později i PowerPC řady G3 a G4. Poslední PowerBooky měly procesor G4 na frekvenci 1,67 GHz.
15 let dlouhá tradice počítačů PowerBook byla ukončena v roce 2006, kdy ji nahradily řady MacBook a MacBook Pro. Na rozdíl od předchozí generace, macbooky jsou osazeny procesorem Intel Core Duo.

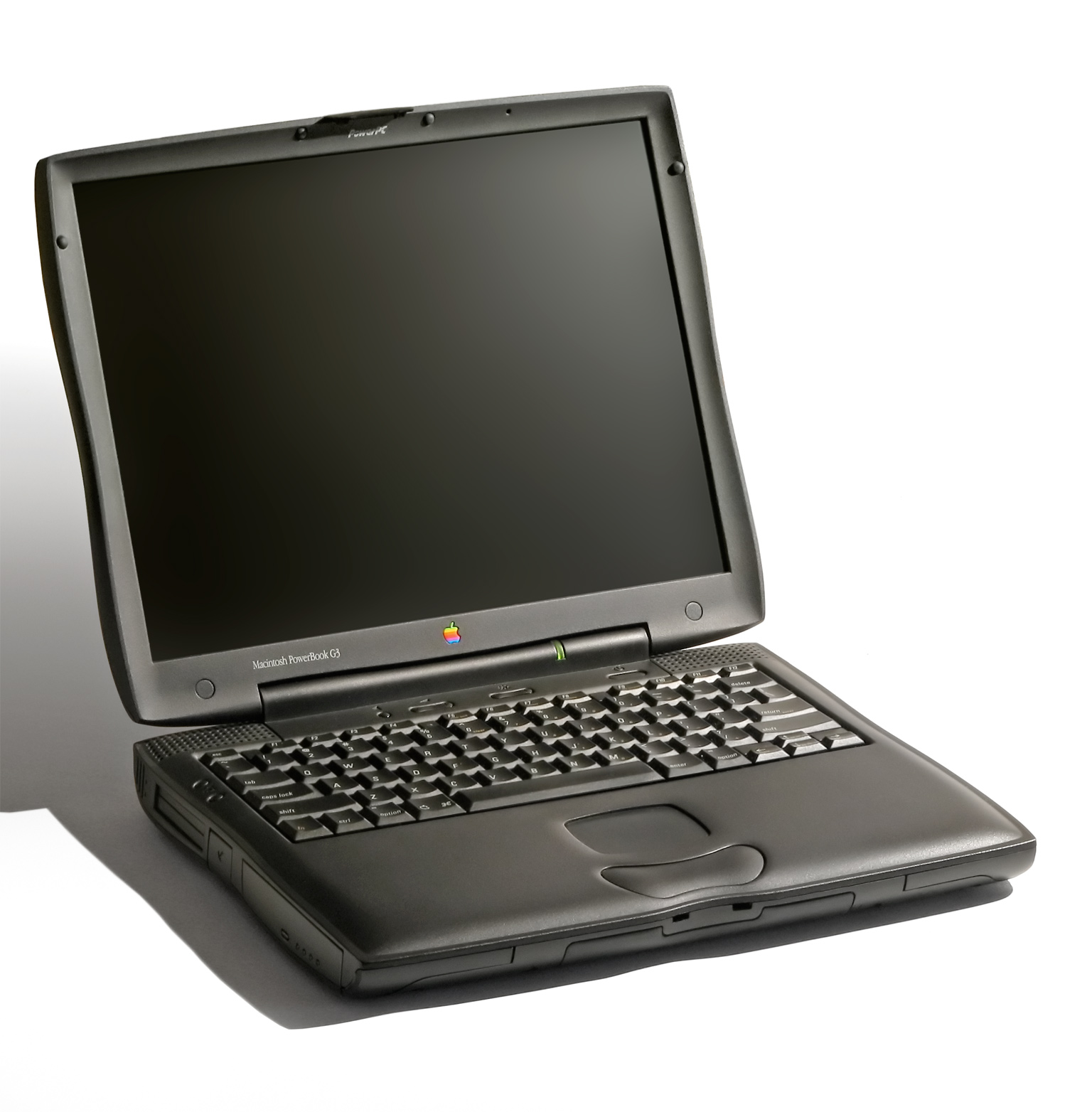
První z řady PowerBooků G3
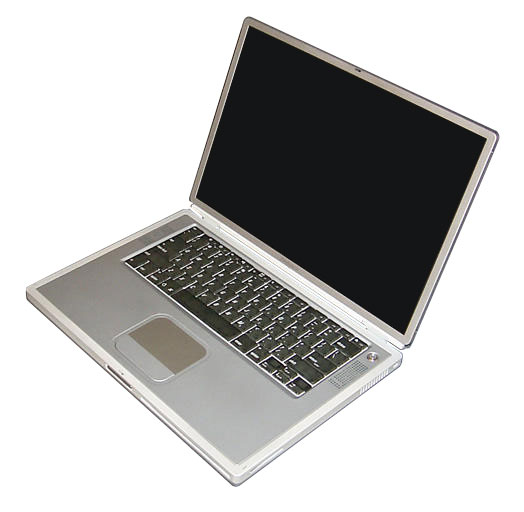
PowerBook G4 s titanovým obalem
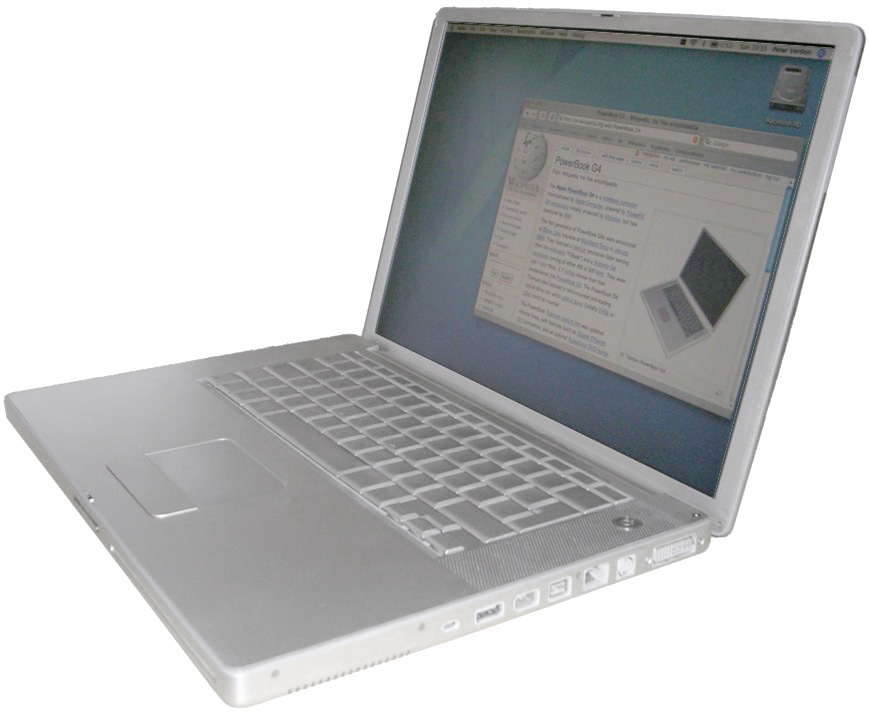
PowerBook G4 poslední generace s hliníkovým obalem